# Fiat 500 by Diesel
La edición especial Fiat 500 by Diesel fue presentada en septiembre de 2008. Inicialmente estaba limitada a 10.000 unidades. En junio de 2010 aparecía la versión descapotada de la edición con la denominación Fiat 500C by Diesel.

## Galería

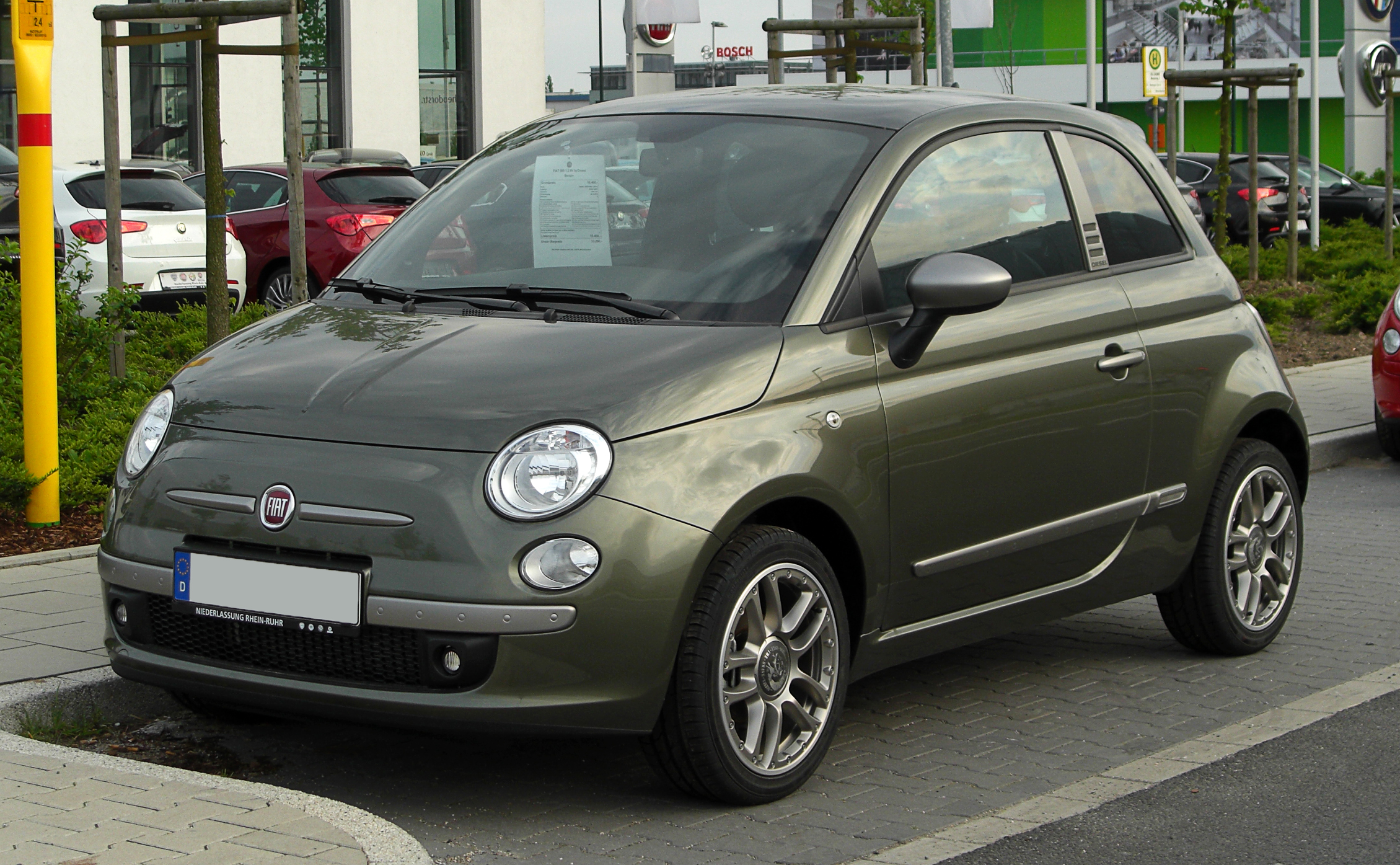
500 by Diesel
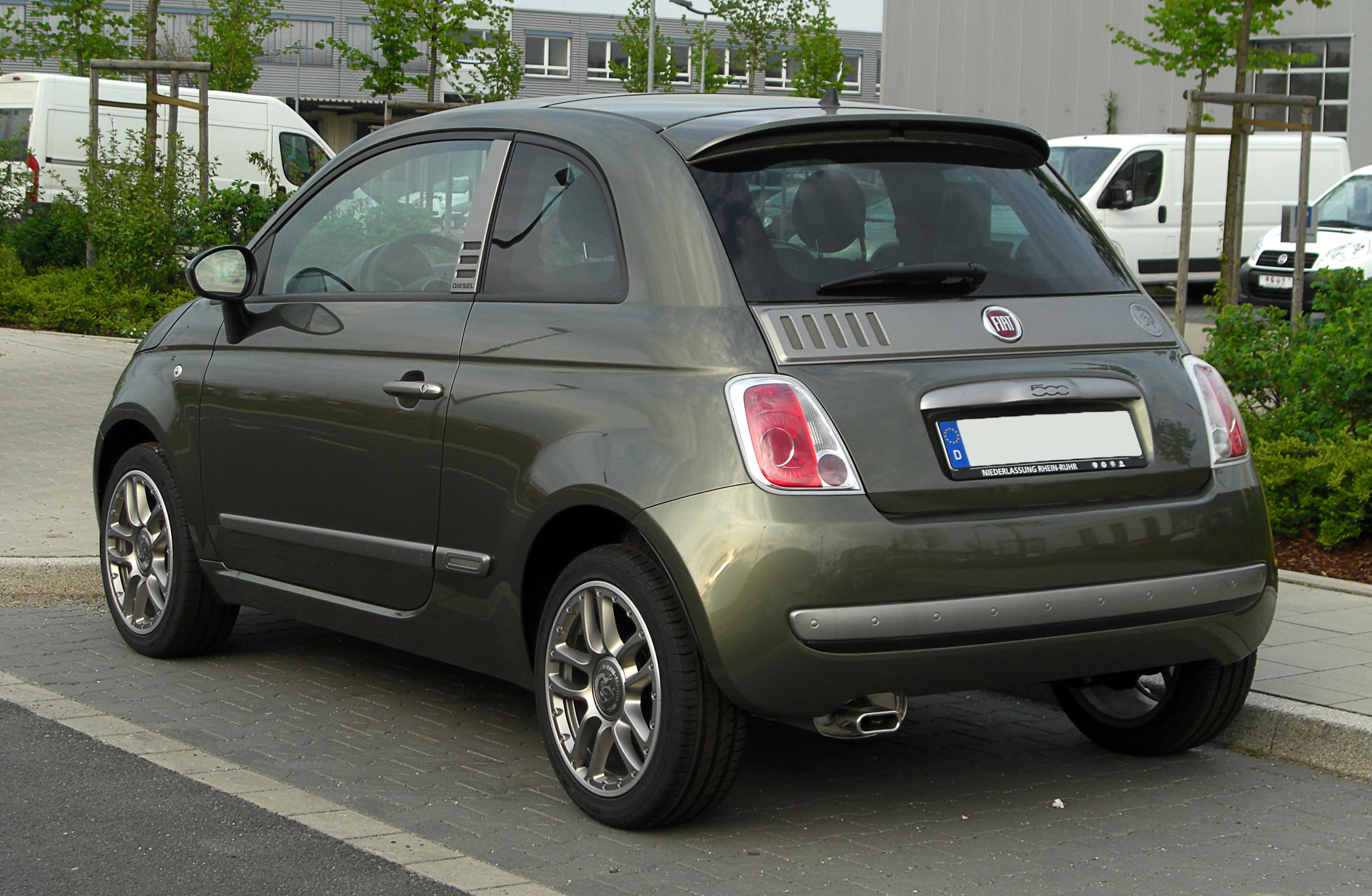
500 by Diesel
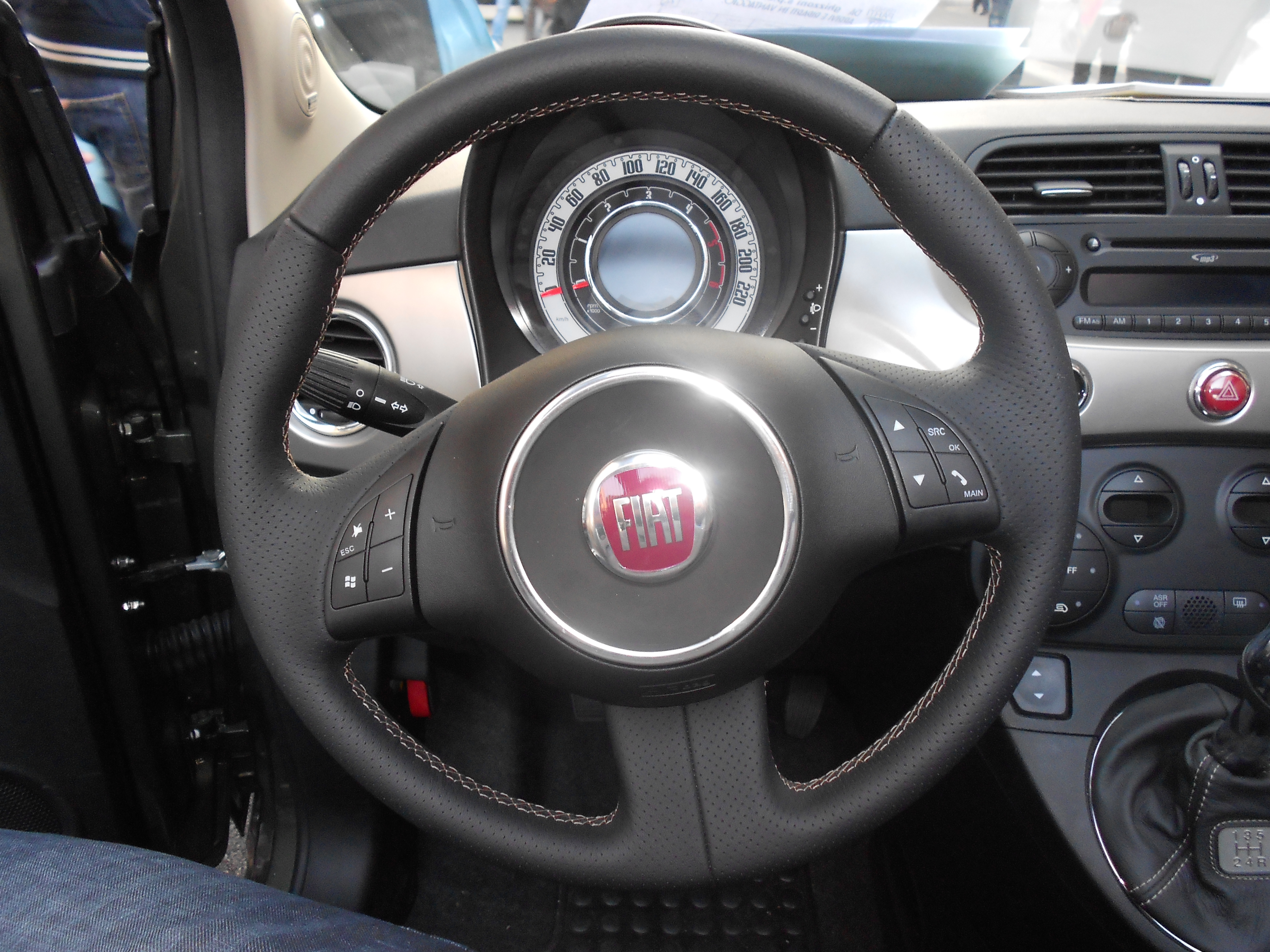
500C by Diesel
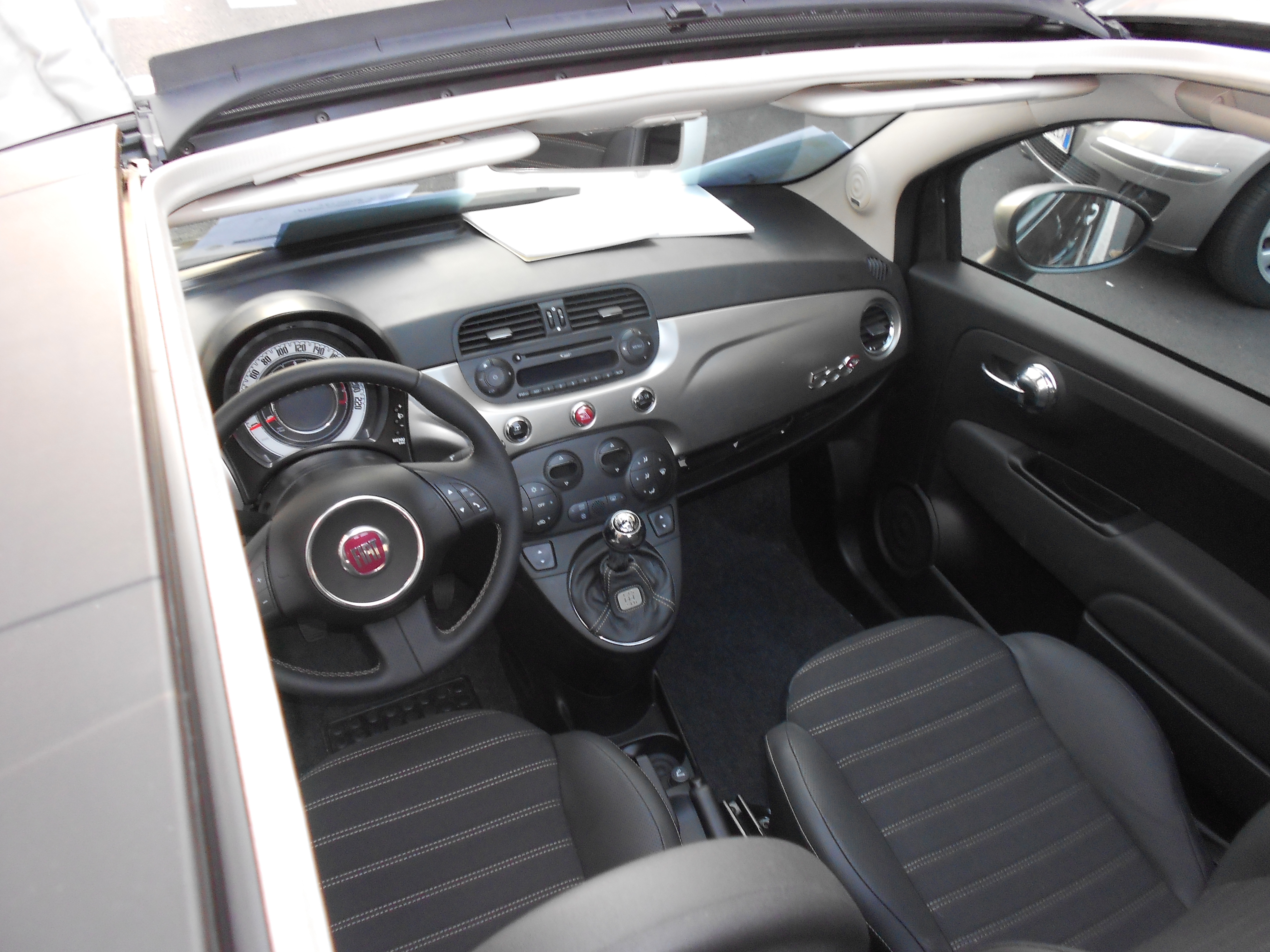
500C by Diesel
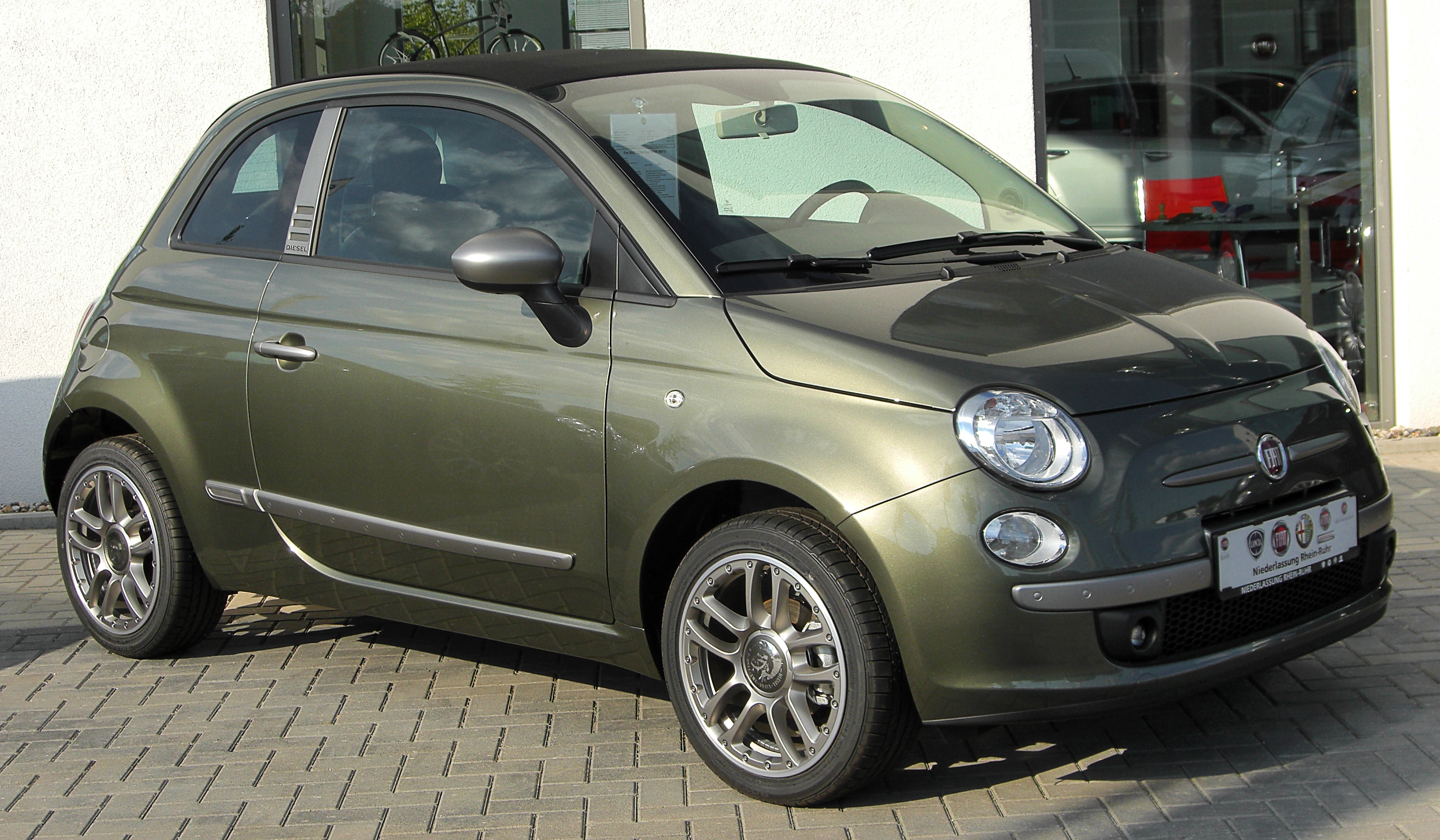
500C by Diesel